# مصطفی فال
مصطفی فال (انگلیسی: Moustapha Fall؛ زادهٔ ۲۳ فوریهٔ ۱۹۹۲) بازیکن بسکتبال اهل فرانسه است.
وی در مسابقات کشوری و بین‌المللی در مجموع برندهٔ ۱ مدال نقره شده‌است.